# Danny Brown (rappare)
Daniel Dewan Sewell, född 16 mars 1981, mer känd under sitt artistnamn Danny Brown, är en amerikansk rappare från Detroit, Michigan.

## Diskografi
- 2008: Hot Soup
- 2010: The Hybrid
- 2011: XXX
- 2011: Black And Brown
- 2013: Old
- 2016: Atrocity Exhibition
- 2019: uknowhatimsayin¿
- 2023: Scaring the Hoes (med JPEGMAFIA)
- 2023: Quaranta